# 卡梅尼察河
49°37′54″N 20°41′19″E / 49.6316°N 20.6885°E

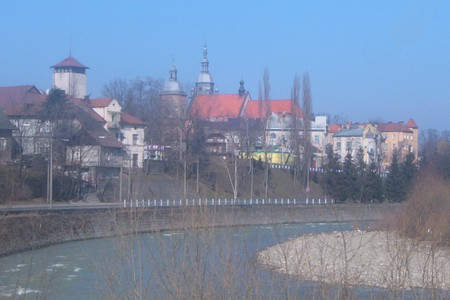

卡梅尼察河是波蘭的河流，位於該國西南部，處於小波蘭省，該河流屬於杜納耶茨河的右支流，河道全長33公里，河口處在新松奇。